# اورخان‌ایلی
اورهانلی (به ترکی استانبولی: Orhaneli) شهری است در کشور ترکیه که در استان بورسا واقع شده‌است. جمعیت این شهر بر اساس سرشماری سال ۲۰۰۸ میلادی ۷٬۸۸۸ نفر و بر اساس برآوردهای سال ۲۰۰۹ میلادی ۷٬۸۲۰ نفر می‌باشد.